# Mils bei Imst
Mils is een gemeente in het district Imst van de Oostenrijkse deelstaat Tirol.
Mils ligt in het Oberinntal dicht bij Imst, ten noorden van de Inn. Door de aanleg van een tunnel voor de Inntal Autobahn ligt Mils niet langer op de route voor het doorgaand verkeer. De meeste inwoners werken in de omliggende gemeenten. De Milser Au is een recreatiegebied gelegen aan de Inn.

## Externe link

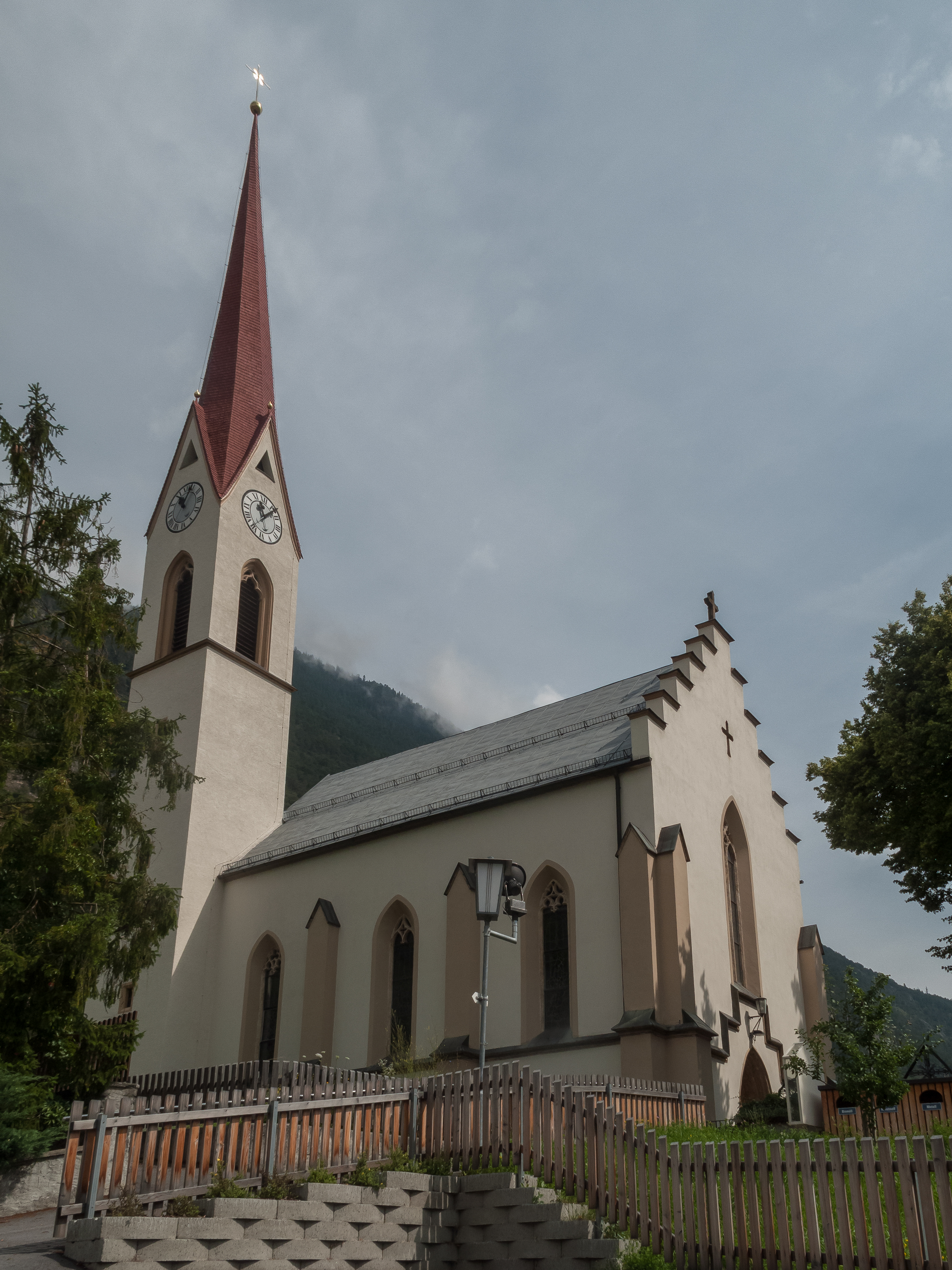
Kerk:katholische Pfarrkirche heilige Sebastian

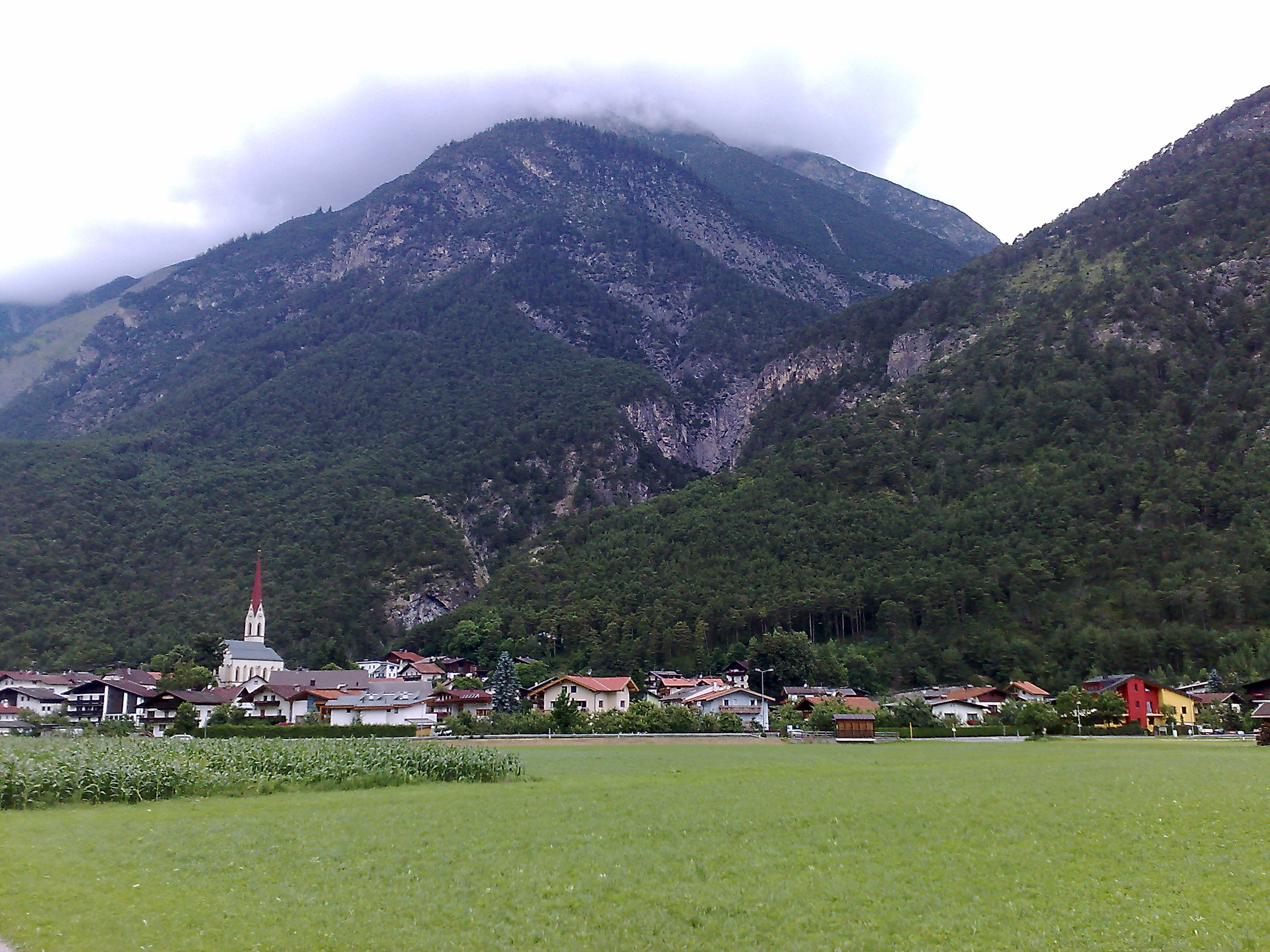
Mils bei Imst

## Geboren
- Norbert Gstrein (1961), schrijver